# 曹宜溥
曹宜溥（?—?），字子仁，號鳳岡，江西東鄉人。

## 生平
宜溥為蔭監生，康熙十八年由湖廣巡撫張朝珍薦舉博學鴻詞科，試列二等二十三名，授翰林院檢討。